# Nye Valamo kloster
62°33′47″N 28°47′26″Ø / 62.56306°N 28.79056°Ø
Valamo kloster (finsk Valamon luostari), også kaldet Nye Valamo kloster (modsat gamle Valamo kloster i russisk Karelen) er et ortodokst munkekloster i Savolax i det østlige Finland. Oprindeligt lå klosteret på øen Valamo, russisk Valaam (kyrillisk: Валаам), i søen Ladoga i Karelen, men efter Vinterkrigens afslutning i 1940 evakueredes klosteret på grund af, at ¨øen efter fredsaftalen i 1940 blev afstået til Sovjetunionen. Klosterbrødrene flyttede til Papinniemi herrgård i Heinävesi i Finland. Også de finske klosterbrødre fra Petsamo og Konevits kloster blev evakuerede og flyttede lidt senere også till Valamo kloster i Heinävesi, hvilket således blev det eneste ortodokse munkekloster i Finland. Siden slutningen af 1970-erne har klosteret i Heinävesi været finsksproget (mod tidligere kirkeslavisk), og ingen munke fra det gamle kloster er længere i live. I 2005 boede fem munke i klosteret samt omtrent lige så mange novicer og visiterende munke og præster fra andre ortodokse lande. I Palokki, Heinävesi, 18 km fra Valamo kloster, ligger Lintula kloster, et ortodokst nonnekloster, hvor søstrene fremstiller vokslys, fortrinsvis for at dække hele den finske ortodokse kirkes behov.
Valamo kloster fik en ny kirke 1977 helliget til Kristi forklaring, som hovedkirken i (Gamla) Valamo havde været. Vinterkirken, helliget til Sankt Sergius og Sankt Herman, Valamos oprettere i 1400-tallet, er i en fløj til hovedkirken. Dertil byggedes et omfattende kulturcentrum med bibliotek, rum til konferencer og en konserveringsanstalt, fortrinsvist for at renovere gamle ikoner og gudstjenestetekstiler. Lidt senere byggede klostret også en folkehøjskole, hvor man holder kurser vedrørende ortodoxi og tilgrænsende emner, og bogbinderi samt retreater. Folkehøjskolen er blevet udvidet i årene 2006-2007 med et nybyggeri. Valamo kloster er blevet ikke kun et åndeligt centrum for Finlands ortodokse kirke og en "stiftsgård", men også en turistattraktion. Den finske forfatter Mika Waltari drog sig tidvis tilbage til Valamo kloster for at kunne få fred til at skrive.
Forfatteren Pentti Saarikoski ligger begravet ved (Nye) Valamo kloster.

## Klostervirksamhed i gamle Valamo
I gamle Valamo kloster i Ladogasøen i russisk Karelen blev klostervirksomheden genoptaget i 1989. Dette var begyndelsen til en omfattende renovering med pietet. Også Ruslands præsident, Vladimir Putin, har bygget sig en villa på øen (han skal være en troende ortodoks). I 2005 havde dette kloster 250 munke og novicer, og det regnedes igen som et kloster af første klasse, hvilket det havde været før oktoberrevolutionen i 1917.
- Valamo klosterkirke om sommeren.
- Mosaik på klosterkirkens ydervæg visende Sankt Sergius og Herman af Valaam.Mosaik på klosterkirkens ydervæg visende Sankt Sergius og Herman af Valaam.
- Sankt Nikolaos kapel
- Gamle Valamo kloster i Karelen, tegning fra 1800-tallets midte af Pehr Adolf Kruskopf.